# Baai van Heist
De Baai van Heist is een natuurgebied in de Belgische gemeente Knokke-Heist. Het 50 ha grote gebied is eigendom van de Vlaamse overheid en wordt beheerd door het Agentschap voor Natuur en Bos. Het ligt in Heist, op de grens met de Brugse deelgemeente Zeebrugge, en maakt samen met de Vuurtorenweiden, Sashul en Kleiputten van Heist deel uit van de groene gordel Heist-West. De Baai van Heist wordt als Natura 2000-gebied beschermd als onderdeel van de Achterhaven Zeebrugge-Heist.

## Geschiedenis
Door de uitbreiding van de Zeebrugse haven waren de getijden op deze plaats aan het Heistse strand verstoord geraakt. Er was zelfs een plaats waar totaal geen stroming meer was. Een gevaarlijk nevenverschijnsel daarvan was het ontstaan van drijfzand wat de locatie levensgevaarlijk maakte.
In de krokusvakantie van 1993 wandelde een zestigjarige kloosterzuster nietsvermoedend langs de waterkant op dit stuk strand tot ze vast kwam te zitten in een zinkput. Ze raakte in paniek en zonk snel weg. Gelukkig sloeg een buurtbewoner tijdig alarm en kon de dame die al tot haar heupen in het drijfzand zat met de hulp van een Sea King helikopter gered worden. De situatie vereiste duidelijk actie. Het gebied werd onmiddellijk afgebakend door acht telefoonpalen die vijf meter diep in het zand werden geboord. Er kwamen ook nog vier boeien.
Door de afsluiting kreeg de plantengroei helemaal vrij spel en in 2000 werd beslist om de zone als beschermd natuurgebied onder de naam de Baai van Heist te erkennen. Er werd een veilig wandelpark aangelegd en het gebied zelf werd verboden terrein.
Het gebied bestaat uit zowel strand, duin, slik als schor en onder invloed van wind en zee verandert het landschap voortdurend. Bij hoge vloed stroomt de zee regelmatig over de zandrug. Deze langgerekte geul vormde zich over de jaren tot een miniatuurversie van het Zwin. Zoute schorreplanten zoals ordinair kweldergras en Engels slijkgras vonden er een ideale voedingsbodem. In de herfst van 2001 deden stormvloeden een nieuwe mui (dwarsgeul) ontstaan. Een vrij groot deel van de schor werd weggeschuurd, waardoor een kaal strand overbleef. 
De baai is ondertussen ook een plaats waar een veelvoud aan soorten vogels even komen verpozen. De plaats is zeer geliefd bij vogelspotters.

## Foto's

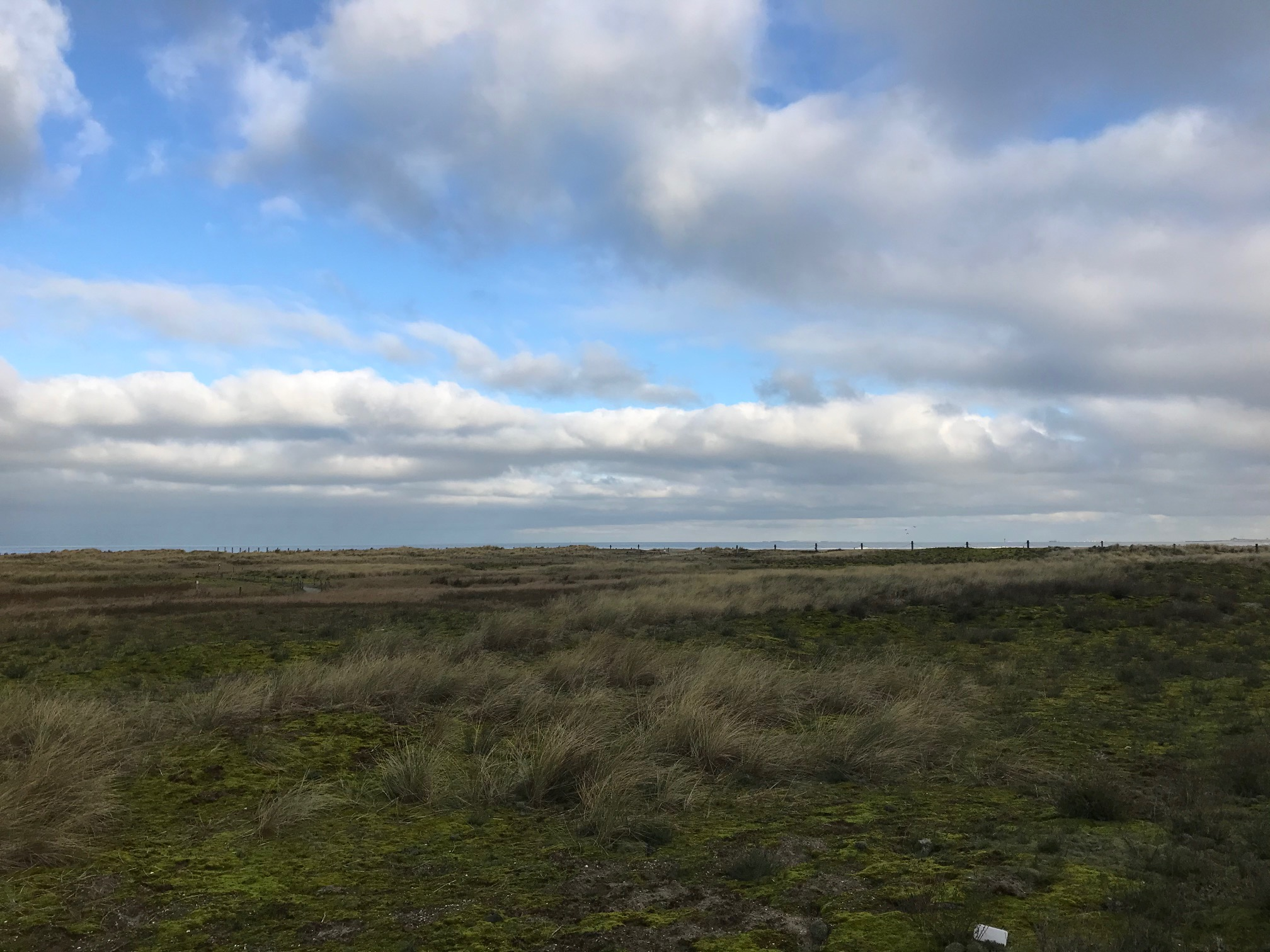
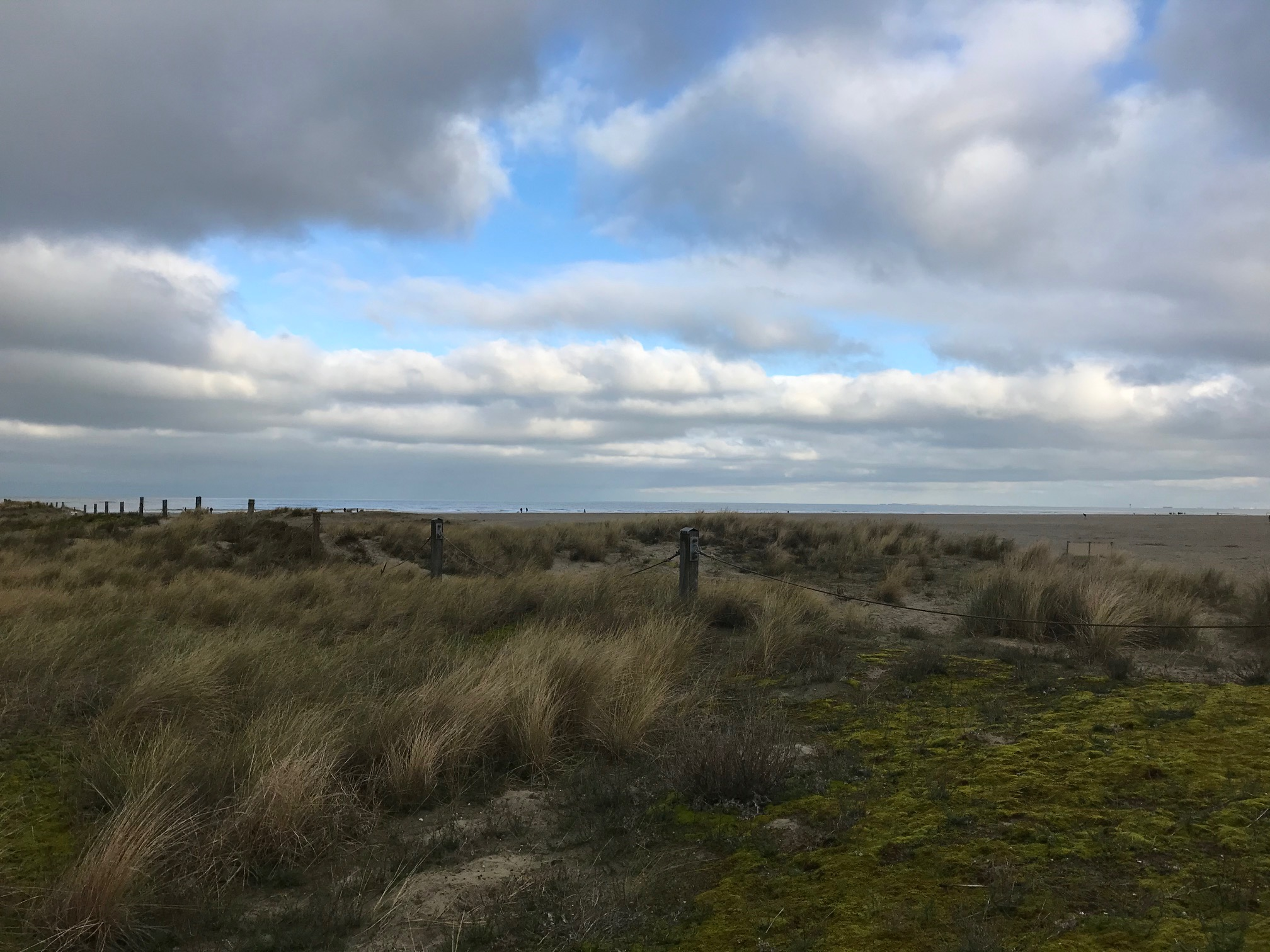
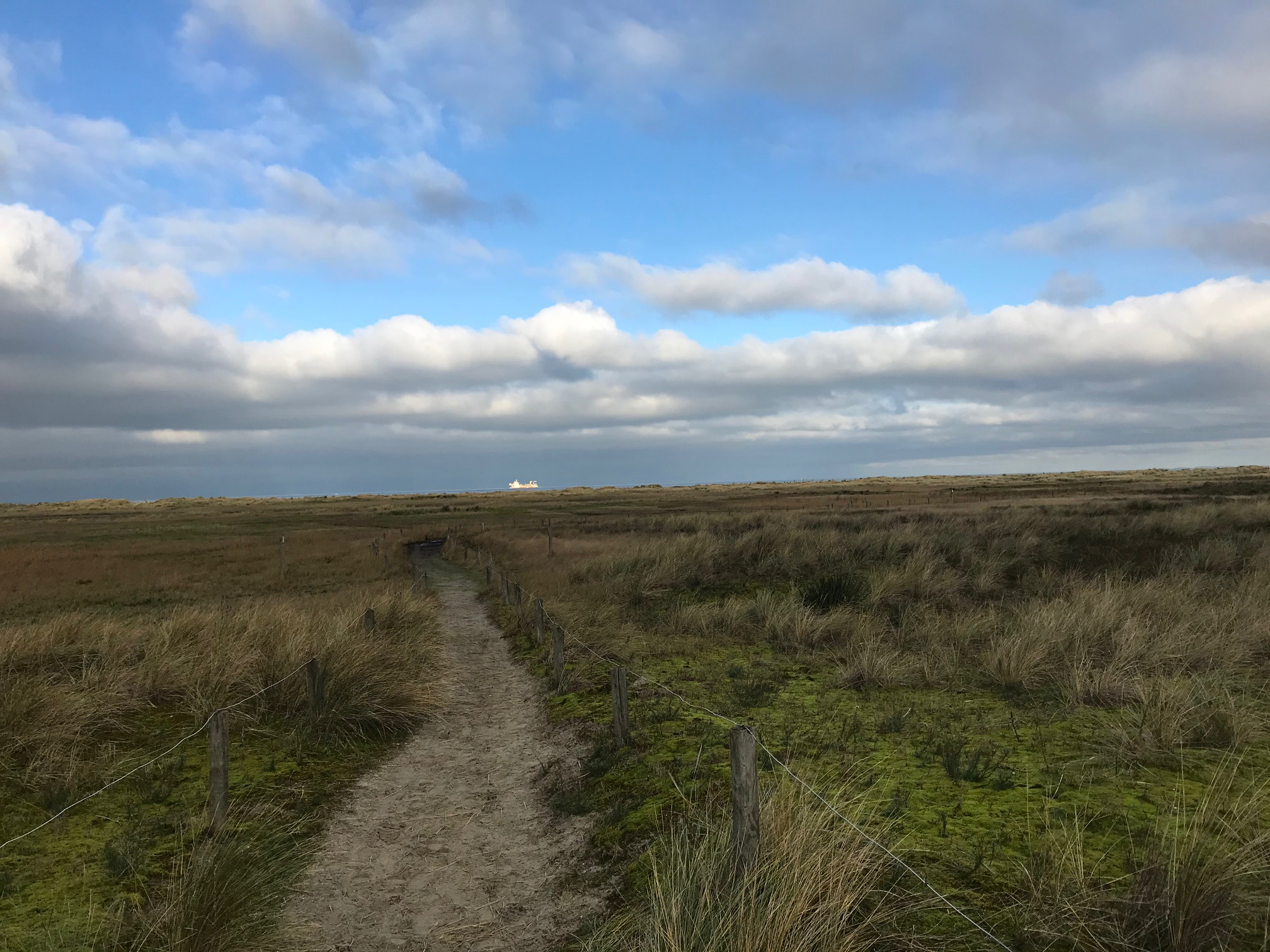
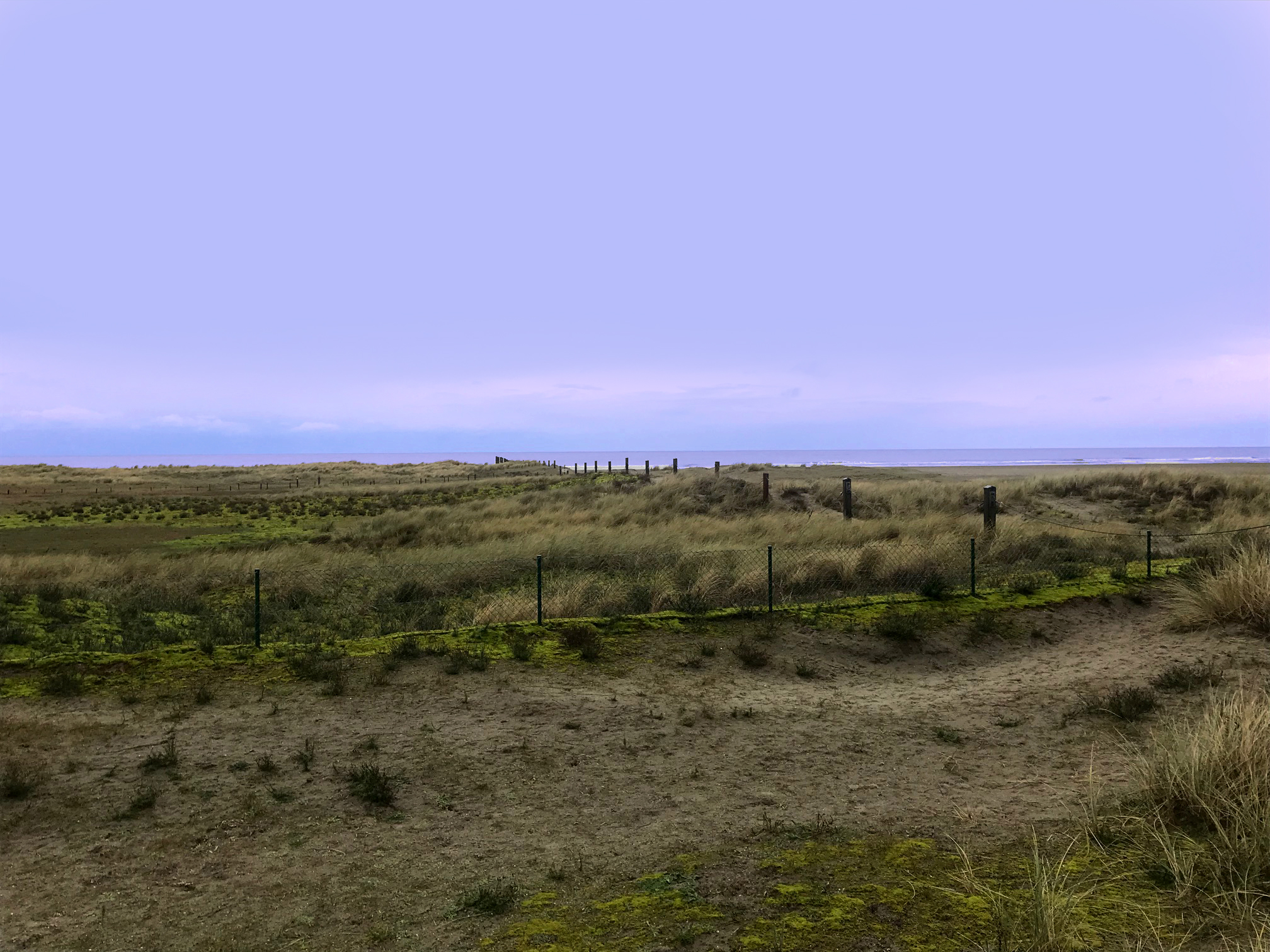